# Ермензее
Ермензее (нім. Ermensee) — громада  в Швейцарії в кантоні Люцерн, виборчий округ Гохдорф.

## Географія
Громада розташована на відстані близько 70 км на північний схід від Берна, 21 км на північ від Люцерна.
Ермензее має площу 5,7 км², з яких на 8,4% дозволяється будівництво (житлове та будівництво доріг), 54,7% використовуються в сільськогосподарських цілях, 36,2% зайнято лісами, 0,7% не є продуктивними (річки, льодовики або гори).

## Демографія
2019 року в громаді мешкало 989 осіб (+14,6% порівняно з 2010 роком), іноземців було 11,7%. Густота населення становила 174 осіб/км².
За віковим діапазоном населення розподілялося таким чином: 22,6% — особи молодші 20 років, 62,7% — особи у віці 20—64 років, 14,7% — особи у віці 65 років та старші. Було 384 помешкань (у середньому 2,5 особи в помешканні).
Із загальної кількості 390 працюючих 43 було зайнятих в первинному секторі, 149 — в обробній промисловості, 198 — в галузі послуг.